# Salaverry
Salaverry es una localidad y puerto marítimo peruano capital del distrito homónimo ubicado en la provincia de Trujillo en el departamento de La Libertad.  Fue conocido hasta marzo de 1870 como "Garita de Moche". El puerto está ubicado a 8° 13' 27" de latitud Sur y a 78° 59' 52" de longitud Oeste y dista aproximadamente a 14 km del centro de la ciudad de Trujillo.
Su cercanía con la carretera Panamericana (8 km) facilita el transporte de los cargadores y receptores (principalmente de harina de pescado, fertilizantes, concentrados de minerales, arroz o azúcar). Actualmente es uno de los puertos comerciales más activos del país.

## Infraestructura
|                                                                |
| Buques de gran capacidad pueden arribar al puerto de Salaverry |

El puerto posee dos Muelles que son de atraque directo tipo espigón. 
- Muelle N° 01 :Largo = 225 Metros, Ancho = 25 Metros.
- Muelle N° 02 :Largo = 230 Metros, Ancho = 30 Metros.

El tipo de Construcción es Plataforma y Pilotes de Concreto Armado

## Vías de comunicación
- Por carretera desde Trujillo : 14 Kilómetros
- Por carretera desde Chimbote : 125 Kilómetros
- Por carretera desde Lima : 548 Kilómetros
- Por vía Marítima desde el Callao : 255 Millas
- Vía aérea - Aeropuerto de Trujillo : 20 Kilómetros